# تاكانوري إيكيدا
تاكانوري إيكيدا (باليابانية: 池田 学徳) (11 فبراير 1981 في شيمانه في اليابان – )؛ هو لاعب كرة قدم سابق كان يلعب كمهاجم.